# 安居香山
安居 香山（やすい こうざん、1921年7月24日 - 1989年7月20日）は、日本の中国文化学者。讖緯思想の研究で知られる。また、大正大学の学長を務めた。

## 略歴
滋賀県出身。1944年大正大学哲学科を卒業。1977年「緯書成立の研究」で大正大学文学博士。大正大学文学部助教授を経て、1971年に教授。1984年に文学部長、1987年に学長に就任した。

## 著書
- 『緯書』明徳出版社 中国古典新書 1969
- 『予言と革命 ここにも大変革の危機がある』探究社 1976
- 『煎茶道 文化とその歴史』高文堂新書 1980
- 『中国神秘思想の日本への展開』大正大学出版部 大正大学選書 1983
- 『緯書の成立とその展開』国書刊行会 1984
- 『正坐の文化 煎茶道の文化とその思想』五月書房 1987
- 『み仏とともに 父母に捧ぐ浮生の記』山喜房仏書林 1987
- 『緯書と中国の神秘思想』平河出版社 1988

### 共編著
- 『緯書の基礎的研究』中村璋八 共著 漢魏文化研究会 1966　のち国書刊行会
- 『讖緯思想の綜合的研究』編 国書刊行会 1984
- 『生と死 迷いと人生』 中川栄照、加川帯刀、藤井正雄、杉崎俊夫、村中祐生、大谷旭雄共著 大正大学出版部 大正大学選書 1987

### 訳注など
- 『緯書集成』全6巻 中村璋八共編 漢魏文化研究室 1959-64
- 『重修緯書集成』全6巻 中村璋八共編 明徳出版社 1971-92
- 『茶経 付喫茶養生記』林左馬衛共著 明徳出版社 中国古典新書 1974

### 追悼文集
- 『緯学研究論叢 安居香山博士追悼』中村璋八編 平河出版社 1993